# Coupe du monde des clubs de handball 2014
Navigation
Édition 2013 Édition 2015
La Coupe du monde des clubs de handball 2014, ou Super Globe 2014, est la huitième édition de la Coupe du monde des clubs de handball organisé par la Fédération internationale de handball. Elle se déroule du 7 septembre au 12 septembre 2014 à Doha, au Qatar, pour la sixième fois. Tous les matchs sont joués à la salle « Qatar Handball Association Complex » à Doha.

## Déroulement de la compétition
Le format du Championnat du monde des clubs, prévoit la répartition de huit équipes en deux groupes, A et B. Les deux premières équipes de chaque groupe se qualifient pour les demi-finales (le premier du groupe A rencontre le deuxième du groupe B, et vice-versa). Les équipes classées troisième et quatrième des groupes sont qualifiées pour les demi-finales de classement.
Les gagnants des demi-finales se disputent la victoire finale, tandis que les perdants s'affrontent pour la troisième place.

## Participants
Les huit équipes de cette édition sont :
| Club                        | Pays      | Confédération | Motif de qualification |
| --------------------------- | --------- | ------------- | ---------------------- |
| FC Barcelone                | Espagne   | EHF           | Tenant du titre        |
| SG Flensburg-Handewitt      | Allemagne | EHF           | Champion d'Europe      |
| HC Taubaté                  | Brésil    | PATHF         | Champion d'Amérique    |
| El Jaish SC                 | Qatar     | AHF           | Champion d'Asie        |
| Espérance sportive de Tunis | Tunisie   | CAHB          | Champion d'Afrique     |
| Université de Sydney        | Australie | OCHF          | Champion d'Océanie     |
| Al-Sadd                     | Qatar     | AHF           | Hôte de la compétition |
| Al Ahli SC                  | Qatar     | AHF           | Invité (Wild Card)     |

## Phase de groupes

### Composition des groupes
| Groupe A - SG Flensburg-Handewitt - Al Ahli SC - El Jaish SC - HC Taubaté | Groupe B - FC Barcelone - Espérance sportive de Tunis - Université de Sydney - Al-Sadd |

### Poule A
Classement
| Rang | Équipe              | Pts | G | N | P | BP | BC | Diff |
| ---- | ------------------- | --- | - | - | - | -- | -- | ---- |
| 1    | Flensburg-Handewitt | 5   | 2 | 1 | 0 | 86 | 66 | +20  |
| 2    | El Jaish SC         | 4   | 1 | 2 | 0 | 89 | 79 | +10  |
| 3    | HC Taubaté          | 3   | 1 | 1 | 1 | 78 | 91 | -13  |
| 4    | Al Ahli SC          | 0   | 0 | 0 | 3 | 69 | 86 | -17  |

|  | Qualifiée pour les demi-finales                                                                              |
|  | Éliminée |
|  | Pts points ; G victoires ; N nuls ; P défaites BP buts marqués ; BC buts encaissés ; Diff différence de buts |

### Poule B
Classement
| Rang | Équipe               | Pts | G | N | P | BP  | BC | Diff |
| ---- | -------------------- | --- | - | - | - | --- | -- | ---- |
| 1    | FC Barcelone         | 6   | 3 | 0 | 0 | 105 | 66 | +39  |
| 2    | Al-Sadd              | 4   | 2 | 0 | 1 | 87  | 86 | +1   |
| 3    | Espérance de Tunis   | 2   | 1 | 0 | 2 | 81  | 87 | -6   |
| 4    | Université de Sydney | 0   | 0 | 0 | 3 | 61  | 95 | -34  |

|  | Qualifiée pour les demi-finales                                                                              |
|  | Éliminée |
|  | Pts points ; G victoires ; N nuls ; P défaites BP buts marqués ; BC buts encaissés ; Diff différence de buts |

## Phase finale
|  | Demi-finales        | Demi-finales |                        |    | Finale       | Finale       |
|  | Demi-finales        | Demi-finales |                        |    | Finale       | Finale       |
|  |                     |              |                        |    |              |              |
|  | 11 septembre        | 11 septembre |                        |    | 12 septembre | 12 septembre |
|  | 11 septembre        | 11 septembre |                        |    | 12 septembre | 12 septembre |
|  | Al-Sadd             | 27           |                        |    | 12 septembre | 12 septembre |
|  | Al-Sadd             | 27           |                        |    | 12 septembre | 12 septembre |
|  | Flensburg-Handewitt | 26           |                        |    | 12 septembre | 12 septembre |
|  | Flensburg-Handewitt | 26           | FC Barcelone           | 34 |              |              |
|  | 11 septembre        |              | FC Barcelone           | 34 |              |              |
|  |                     | Al-Sadd      | 26                     |    |              |              |
|  | FC Barcelone        | Al-Sadd      | 26                     | 39 |              |              |
|  | FC Barcelone        |              |                        | 39 |              |              |
|  | El Jaish SC         | 29           |                        |    |              |              |
|  | El Jaish SC         | 29           | Match pour la 3e place |    |              |              |
|  |                     |              |                        |    |              |              |
|  | 12 septembre        |              |                        |    |              |              |
|  |                     |              |                        |    |              |              |
|  | Flensburg-Handewitt | 27           |                        |    |              |              |
|  | Flensburg-Handewitt | 27           |                        |    |              |              |
|  | El Jaish SC         | 17           |                        |    |              |              |
|  | El Jaish SC         | 17           |                        |    |              |              |

### Finale
| 12 septembre 2014 20 h 00 | FC Barcelone               | 34 - 26      | Al-Sadd         | Qatar Handball Association Complex, Doha Affluence : 3 000 Arbitrage : Nachevski, Nikolov |
| 12 septembre 2014 20 h 00 | Tomás, Rutenka, Gurbindo 5 | (16 - 14)    | Amine Bannour 6 | Qatar Handball Association Complex, Doha Affluence : 3 000 Arbitrage : Nachevski, Nikolov |
| 12 septembre 2014 20 h 00 | ×3                         | [PDF]Rapport | ×3 ×2           | Qatar Handball Association Complex, Doha Affluence : 3 000 Arbitrage : Nachevski, Nikolov |

## Classement final
| Rang | Club                        | Nation    | Confédération |
| ---- | --------------------------- | --------- | ------------- |
| 1    | FC Barcelone                | Espagne   | EHF           |
| 2    | Al-Sadd                     | Qatar     | AHF           |
| 3    | SG Flensburg-Handewitt      | Allemagne | EHF           |
| 4    | El Jaish SC                 | Qatar     | AHF           |
| 5    | Espérance sportive de Tunis | Tunisie   | CAHB          |
| 6    | HC Taubaté                  | Brésil    | PATHF         |
| 7    | Al Ahli SC                  | Qatar     | AHF           |
| 8    | Université de Sydney        | Australie | OHF           |